# Onthophagus gandju
Onthophagus gandju là một loài bọ cánh cứng trong họ Bọ hung (Scarabaeidae).